# Micrastur
Pour les articles homonymes, voir Carnifex.
Genre
Micrastur est un genre de rapaces de la famille des Falconidae appelés carnifex et endémiques d'Amérique. Ces faucons vivent du nord du Mexique, à travers l'Amérique centrale et dans une grande partie de l'Amérique du Sud jusqu'au nord de l'Argentine. On les trouve principalement dans les forêts tropicales humides ou sous-tropicales, mais les espèces les plus répandues, le carnifex à collier et le carnifex barré, vivent dans des habitats plus ouverts et plus secs.
Ces faucons, à l'instar des éperviers mais contrairement aux autres falconidés, sont agiles en vol et ne se contentent pas de leur pointe de vitesse pour attraper leurs proies. Ils ont des ailes courtes, de longues rectrices et l'ouïe très performante. Ils s'alimentent de petits mammifères, de reptiles et d'oiseaux. L'oiseau se pose en hauteur, sur une position discrète et attend qu'une proie passe, puis effectue une rapide poursuite. Ils peuvent faire preuve d'intelligence pour attraper leur proie.
Leurs cris sont très puissants.

## Liste des espèces
D'après la classification de référence (version 2.2, 2009) du Congrès ornithologique international (ordre phylogénique) :
- Micrastur ruficollis – Carnifex barré
- Micrastur plumbeus – Carnifex plombé
- Micrastur gilvicollis – Carnifex à gorge cendrée
- Micrastur mintoni – Carnifex de Minton, espèce nouvellement décrite en 2002, découverte dans la forêt atlantique amazonienne du Brésil, puis en Bolivie
- Micrastur mirandollei – Carnifex ardoisé
- Micrastur semitorquatus – Carnifex à collier
- Micrastur buckleyi – Carnifex de Buckley